# 睡眠 (1964年电影)
《睡眠》（英語：Sleep），1964年安迪·沃荷执导美国电影，片中拍摄了其当时的情人约翰·乔诺睡觉的长镜头，长达5小时20分钟。

## 簡介
本片是沃霍尔早期关于电影摄制的实验电影之一。沃霍尔在他后来长达八小时的电影《帝國》中进一步拓展了这一技术。
《睡眠》于1964年1月17日在格拉梅西艺术剧院首映，首映式由喬納斯·美卡斯主办，目的在于为电影制片人合作社（Film-makers' Cooperative）筹款。共有9人参加首映式，其中2人在电影放映后不到一小时即离开。

### 相關
美國作曲家拉蒙特·揚於1964年為此電影、《吻》、《吃》及《理髮之一》創作了磁帶音樂"Bowed Mortar Relays"作為電影配樂。在林肯表演藝術中心舉辦的第三屆紐約影展中，電影在入口大堂處以小型投影配上音樂放映。